# 鮑德溫 (紐約州普查規定居民點)
鮑德溫（英語：Baldwin）是位於美國紐約州拿騷縣的普查規定居民點。

## 人口
根據2020年美國人口普查的數據，鮑德溫的面積為7.74平方千米，當中陸地面積為7.68平方千米，而水域面積為0.06平方千米。當地共有人口33919人，而人口密度為每平方千米4,382.3人。